# 乐陵公主 (北齐)
乐陵公主（？—？），勃海郡蓨县（今河北省衡水市景县）人，追尊齐文穆帝高树生之女，追尊齐神武帝高欢妹妹。

## 生平
乐陵公主在东魏封为阳平郡君、南安郡君二郡君，嫁给了厍狄干。北齐建立后，封为乐陵公主。乐陵公主是一位佛教徒，在定州市博物馆所收藏东魏武定二年（544年）定州刺史厍狄干造像残件的阴刻题名中，乐陵公主自称“佛弟子阳平南安二郡郡君库狄氏高侍”。

## 子女
- 厍狄伏敬，一作伏庆，长子，东魏直阁[1]
- 厍狄显安，次子，东魏散骑常侍[1]
- 厍狄安定，三子[1]